# 열린 문제
열린 문제 또는 열린 질문은 과학이나 수학 등의 분야에서 정확하게 명시 되었으며, 객관적이고 검증 가능한 해결책을 가진 것으로 가정되었으나 아직 해결되지 않은 (알려진 해결책이 없는) 문제이다. 20세기 말 연구자들이 풀고 닫은 수학의 두 가지 주목할만한 사례는 페르마의 마지막 정리와 4색정리였다. 21세기 초에 해결된 중요한 열린 수학 문제는 푸앵카레 추측이다.

## 같이 보기
- 미해결 문제 목록
- 힐베르트의 문제들
- 밀레니엄 문제